# Feingewinde

Schrauben mit Regelgewinde beziehungsweise mit Feingewinde (Schnittbilder)

Eine Schraube (oder eine Mutter) mit Feingewinde hat im Vergleich zum Regelgewinde ein engeres Gewindeprofil. Zur Unterscheidung wird es zusätzlich zum Außendurchmesser mit dem Maß seiner – ebenfalls kleineren – Steigung gekennzeichnet. Beispielsweise hat das Regelgewinde M 20 eine Steigung von 2,5 mm. Feingewinde mit gleichem Außendurchmesser von 20 mm sind M 20 × 2; M 20 × 1,5 (siehe Abbildung); M 20 × 1 oder mit noch kleinerer Steigung (in Frage kommen alle normierten Steigungs-Maße).
Feingewinde findet man beim metrischen ISO-Gewinde und beim Whitworth-Gewinde sowie beim amerikanischen Unified Thread Standard.

## Anwendungsfälle

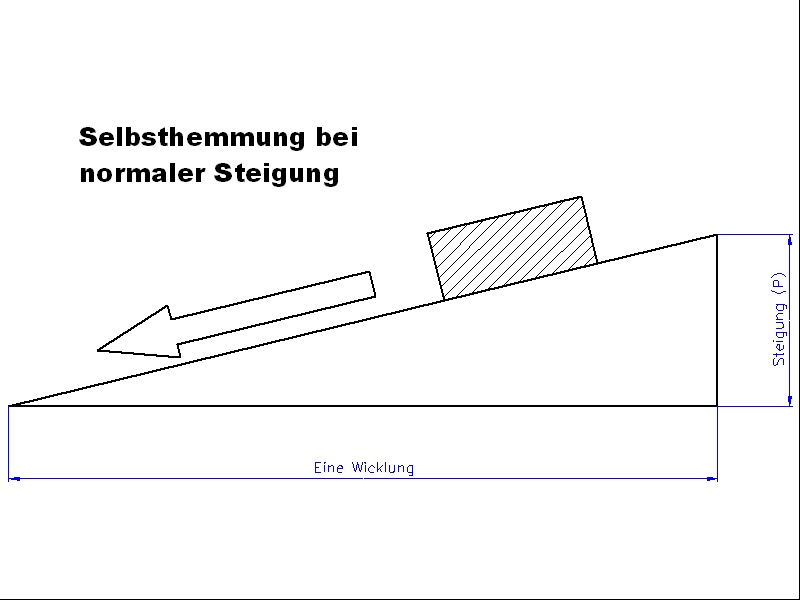
Regelgewinde: Die Steigung ist groß: der Klotz rutscht leicht nach unten, die Selbsthemmung hält weniger sicher als bei geringerer Steigung. Wenn er zurück geschoben wird, macht er einen großen Hub P.

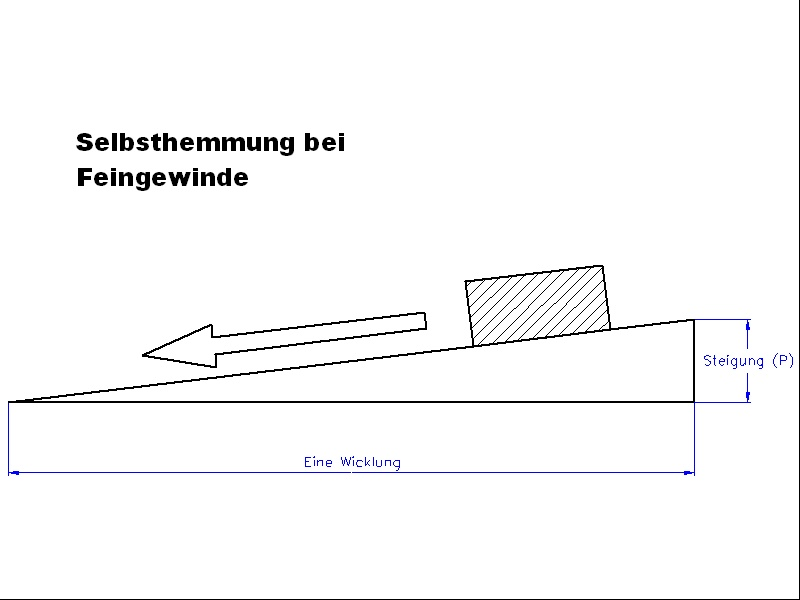
Feingewinde: Wegen der geringen Steigung rutscht der Klotz nicht so leicht nach unten, die Selbsthemmung ist groß. Der Hub P ist klein.

Anwendungsfälle für Feingewinde sind:
- Stellschrauben, z. B. von Messgeräten, da sie eine präzisere Einstellung wegen des kleineren Hubs ermöglichen.
- wenn in radialer Richtung wenig Platz für das Gewinde zur Verfügung steht, z. B. wenn das Gewinde auf einem hohlen Bauteil mit geringer Wandstärke angebracht werden muss, so dass die Gänge eines Regelgewindes zu tief einschneiden würden.
- Um die Tragfähigkeit der Schraube zu erhöhen. Ein Schrauben-Feingewinde führt zu einem größeren Kerndurchmesser und damit zu einem größeren tragendem Querschnitt des Bolzens.

Wegen der geringeren Steigung ist auch die Selbsthemmung stärker als bei Regelgewinde. Man kann unter Umständen auf eine Schraubensicherung verzichten.
Anhand von zwei weiteren Abbildungen wird die Selbsthemmung bei Gewinden erklärt. Hier muss man sich eine abgewickelte Windung des Gewindes vorstellen.

## Auszug aus der DIN 13-2
Maße in mm.
| Benennung   | Flanken-ø | Gewindetiefe | Gewindetiefe | Kern-ø Mutter | Kernloch- bohrung |
| Benennung   | Flanken-ø | Bolzen       | Mutter       | Kern-ø Mutter | Kernloch- bohrung |
| ----------- | --------- | ------------ | ------------ | ------------- | ----------------- |
| M 50 × 0,25 | 4,84      | 0,15         | 0,14         | 4,73          | 4,75              |
| M 50 × 0,5  | 4,68      | 0,31         | 0,27         | 4,46          | 4,50              |
| M 60 × 0,75 | 5,51      | 0,46         | 0,41         | 5,19          | 5,25              |
| M 80 × 1    | 7,35      | 0,61         | 0,54         | 6,92          | 7,00              |
| M 10 × 1    | 9,35      | 0,61         | 0,54         | 8,92          | 9,00              |
| M 12 × 1,5  | 11,03     | 0,92         | 0,81         | 10,38         | 10,50             |
| M 20 × 1    | 19,35     | 0,61         | 0,54         | 18,92         | 19,00             |
| M 20 × 1,5  | 19,03     | 0,92         | 0,81         | 18,38         | 18,50             |

## Unterschied zum Regelgewinde
Die Normen (bei metrischen Gewinden ISO 261) spezifizieren neben den Regelgewinden auch sogenannte Feingewinde, welche sich durch eine geringere Steigung (Höhe einer Gewindeumdrehung) auszeichnen:
| Nenngröße | Steigung / mm  | Steigung / mm |
| Nenngröße | Regel- gewinde | Fein- gewinde |
| --------- | -------------- | ------------- |
| M 1       | 0,25           | 0,2           |
| M 1,2     | 0,25           | 0,2           |
| M 1,6     | 0,35           | 0,2           |
| M 2       | 0,4            | 0,25          |
| M 2,5     | 0,45           | 0,35          |
| M 3       | 0,5            | 0,35          |
| M 4       | 0,7            | 0,5           |
| M 5       | 0,8            | 0,5           |
| M 6       | 1              | 0,75          |
| M 8       | 1,25           | 0,75 oder 1   |

| Nenngröße (Zoll) | Steigung (Umdrehungen pro Zoll) | Steigung (Umdrehungen pro Zoll) |
| Nenngröße (Zoll) | Regelgewinde BSW                | Feingewinde BSF                 |
| ---------------- | ------------------------------- | ------------------------------- |
| 1⁄4              | 20                              | 26                              |
| 5⁄16             | 18                              | 22                              |
| 3⁄8              | 16                              | 20                              |
| 7⁄16             | 14                              | 18                              |
| 1⁄2              | 12                              | 16                              |

| Nenngröße (Zoll) | Steigung (Umdrehungen pro Zoll) | Steigung (Umdrehungen pro Zoll) | Steigung (Umdrehungen pro Zoll) |
| Nenngröße (Zoll) | Regelgewinde UNC                | Feingewinde UNF                 | Extrafeingewinde UNEF           |
| ---------------- | ------------------------------- | ------------------------------- | ------------------------------- |
| 1⁄4              | 20                              | 28                              | 32                              |
| 5⁄16             | 18                              | 24                              | 32                              |
| 3⁄8              | 16                              | 24                              | 32                              |
| 7⁄16             | 14                              | 20                              | 28                              |
| 1⁄2              | 13                              | 20                              | 28                              |